# Puente de Carrecalzada
El pontón de Carrecalzada es un puente que sirve para cruzar el canal de Castilla. Se encuentra en el término municipal español de Melgar de Fernamental.

## Descripción
Se encuentra en el término municipal burgalés de Melgar de Fernamental, cerca del acueducto de Abánades y al oeste de la localidad. Está fabricado con piedra sillería y cuenta con un solo arco. Fue construido en torno a la segunda mitad del siglo XVIII para salvar el paso del canal de Castilla. Aparece descrito en el quinto volumen del Diccionario geográfico-estadístico-histórico de España y sus posesiones de Ultramar de Pascual Madoz de la siguiente manera:

CARRECALZADA (ponton de): puente en la prov. de Burgos, part. jud. de Castrojeriz: se halla sobre el canal de Castila en térm. de Melgar de Fernamental, á 1/2 leg, escasa al O. NO. de la misma v., y 3 tiros de bala del acueducto de Abanades: tiene 132 pies de long., medida desde un estribo al otro, 21 de lat., y 30 de elevación desde el borde del pretil hasta la superficie del agua. Todo él es de piedra sillería y de construcción muy sólida: consta solo de un arco tendido con la capacidad necesaria para que puedan pasar por debajo las barcas de mayor porte, siendo su anchura 50 pies, medidos por la base, y 22 la altura desde la clave hasta la flor del agua.
(Madoz, 1846, p. 618)

Sus dimensiones son de 33,70 m de longitud, 6,20 m de anchura y 4,20 m de altura.